# Bargnolino
Il Bargnolino, o più comunemente in italiano Prunella, è un liquore dall'alta gradazione alcolica, ottenuto dalla infusione delle drupe di prugnolo selvatico, detto anche pruno spino (in dialetto piacentino:  bargnö o bargnòl), arbusto tipico dell'Appennino ligure. I frutti vanno raccolti nel mese di ottobre.
In piacentino prende il nome di bargnulein. 
Esistono numerosi modi di fare il Bargnolino, a seconda degli aromi aggiunti e delle ricette che vengono gelosamente custodite e tramandate di generazione in generazione dalle famiglie della zona, che ancora oggi preparano il liquore a casa propria seguendo il consiglio dei nonni. 
I soli elementi comuni a tutte le preparazioni sono le drupe, l'alcool etilico, vino rosso e zucchero.